# Fratze

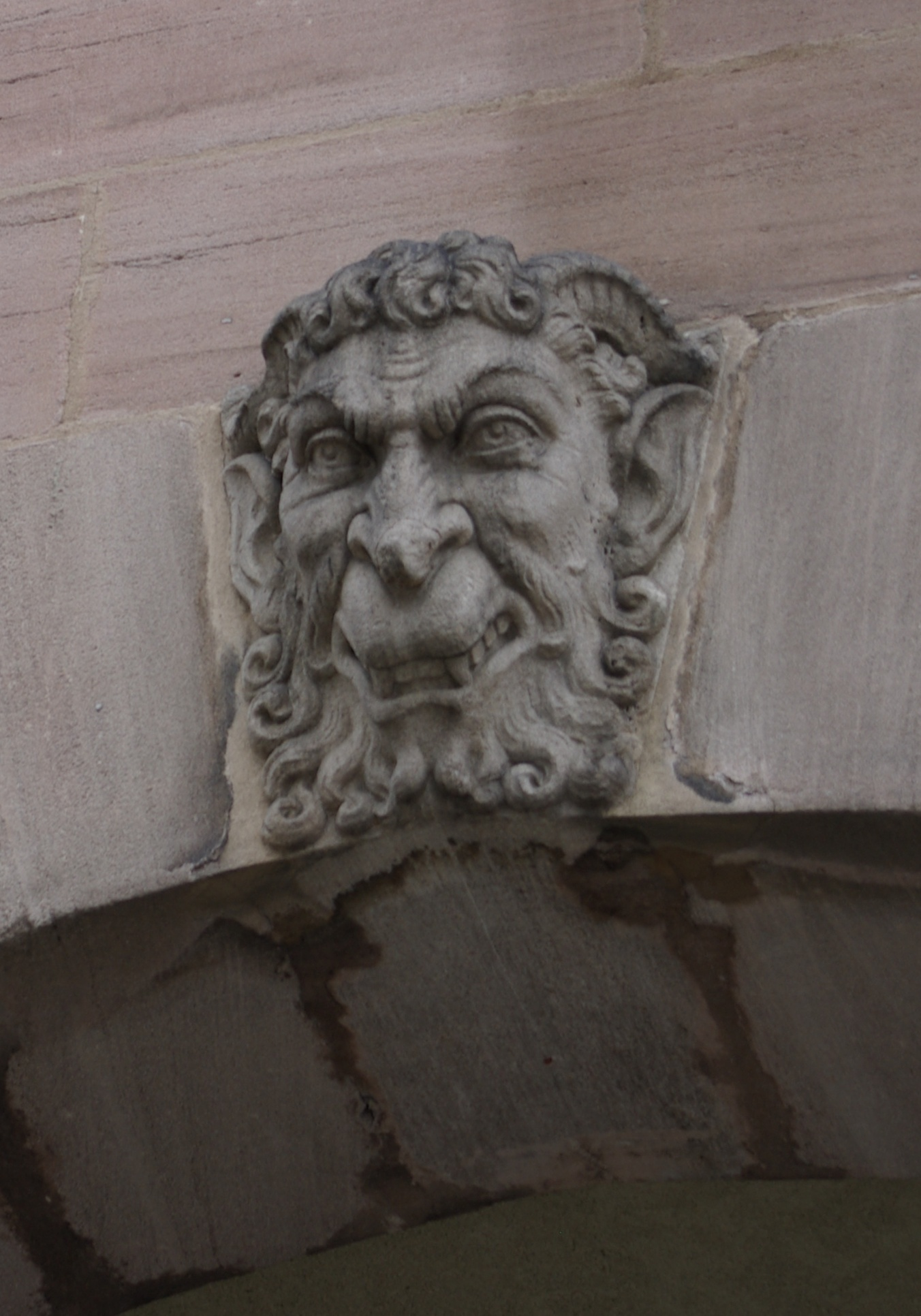
Ein sogenannter Fratzenkopf über einem Eingangstor in Nürnberg

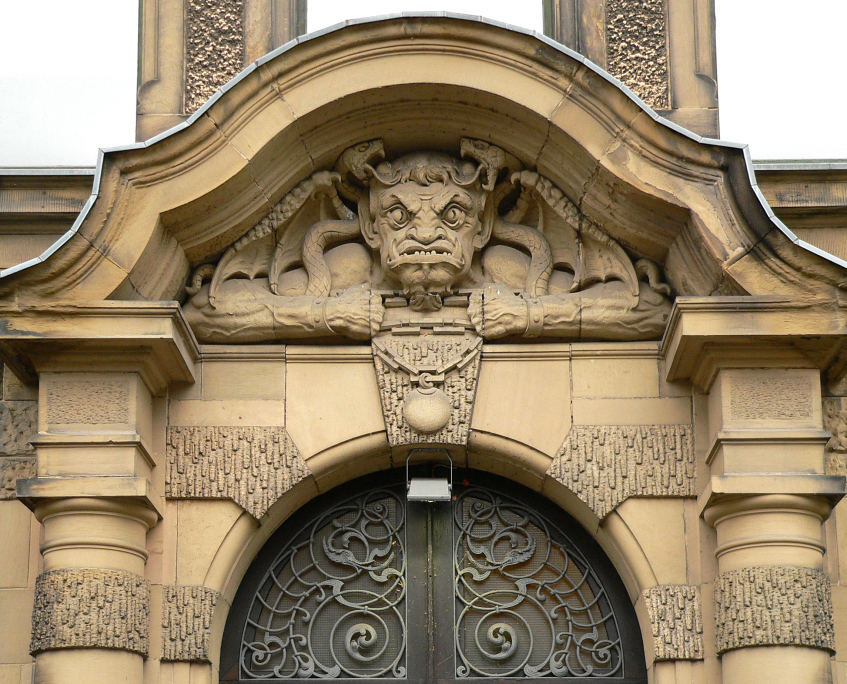
Fratze über einer Eingangstür der Polizeidirektion Hannover

Fratze bezeichnet ähnlich wie Grimasse ein verzerrtes, verunstaltetes oder als hässlich und möglicherweise furchteinflößend empfundenes Gesicht oder dessen Darstellung (vgl. auch Mimik).

## Beschreibung
Erstmals bezeugt ist das Wort bei Martin Luther als Fratzen im Sinne von „Possen“, „albernes Gerede“, vermutlich auf Italienisch gleichbedeutend frasche (von frasca: „belaubter Ast“ als Schenkenabzeichen) zurückgehend. Die heutige Bedeutung entstand im 18. Jahrhundert als Verkürzung aus „Fratzengesicht“ als „Gesichtsausdruck eines Possenreißers“. Für „Possenreißer“ steht seit dem 16. Jahrhundert auch Fratz, später mit der Bedeutung „unartiges, schelmisches Kind“.
Meist wird „eine Fratze zu schneiden“ als hässlich empfunden und dient der (scherzhaften) Angsterzeugung oder apotropäischen Abschreckung. Fratzenhäupter (Neidköpfe) wurden in Europa beim Hausbau manchmal an Giebeln angebracht, um böse Geister abzuschrecken, Fratzenköpfe (Maskaron) sind maskenartige Zierelemente in der Architektur aber auch an Waffen und Möbeln.
Das Wort „Fratze“ bedeutete noch bis ins 19. Jahrhundert auch ein (teuflisches) Trugwerk. In diesem Sinn hat es Goethe in seinem Faust mehrfach und mit Nachdruck verwendet: Im ersten Teil, als der Professor den Teufelspakt mit Blut unterschreibt und das nicht recht ernst nehmen will, sagt er: „So mag es bei der Fratze bleiben.“ Im zweiten Teil, als sich Mephistopheles als Narr maskiert, heißt es von ihm: „Gar köstlich ist er aufgeputzt, / Doch fratzenhaft, dass Jeder stutzt.“
Im übertragenen Sinn wird „Fratze“ heute auch für schädliche, gewollte Auswirkungen einer Ideologie verwendet („Im Waffenhandel zeigt der Kapitalismus seine hässliche Fratze …“; „Der Gulag war die Fratze des Kommunismus.“ usw.).